# Зоологический музей Самаркандского государственного университета
Зоологический музей Самаркандского государственного университета имени Алишера Навои (узб. Alisher Navoiy nomidagi Samarqand davlat universiteti zoologiya muzeyi) — один из крупнейших музеев естественно-исторического направления в Узбекистане. Входит в состав Самаркандского государственного университета имени Алишера Навои, который находится в городе Самарканд. Научные фонды музея в настоящее время включают более 5000 единиц экспонатов хранения. Ежегодно музей посещает несколько тысяч человек. Входит в состав факультета естественных наук и находится при кафедре зоологии.
Самаркандский зоологический музей был основан в 1934 году известным советским учёным-зоологом и краеведом — Сергеем Константиновичем Далем и его родным братом, а также К.К. Поваровым.
Общая площадь музея 270 квадратных метров, из них под экспозицией — 140 м², под фондами — 120 м². Экспозиционный зал музея также занимает актовый зал факультета естественных наук. В музее представлены в качестве экспонатов чучела животных, птиц, пресмыкающихся, рептилий, рыб и насекомых, некоторые из которых внесены в Красную Книгу Узбекистана и других стран. Среди экспонатов есть также полностью вымершие виды фауны.

## Интересные факты
В музее представлен скелет самки слона, которая в своё время обитала в одном из советских зоопарков. Во время Второй мировой войны зоопарк вместе с городом[каким?] оказались на оккупированной немцами территории. Вскоре немцы увезли слониху в берлинский зоопарк, но после войны, по настоянию советских властей, она была возвращена в СССР и много лет разъезжала со зверинцем по Советскому Союзу. В 1975 году при переезде зверинца слониха погибла (вероятно от старости), и её труп был выброшен в степь. Сотрудники музея, узнав, что труп слонихи просто выброшен, нашли его и, обработав кости, перевезли в музей. Вскоре выяснилось, что никто не знает, как собрать скелет. В связи с этим, специальная делегация поехала в Ленинград уточнять расположение костей и пронумеровать их по схеме сборки. С тех пор скелет стоит в этом музее.